# Quercus dalechampii
Quercus dalechampii és un tipus de roure que pertany a la família de les fagàcies i està dins de la secció dels roures blancs.

## Descripció
És un arbre que pot arribar a una alçada considerable i es caracteritza per una escorça amb les costelles molt gruixudes i prominents, i de glans cobertes fins a 2/3 d'una semiesfèrica de cúpula assenyalat amb vora llisa i sedós escales llargues a la base.
 Els brots terminals sovint amb estípules persistents.
És similar a Quercus petraea, però té les fulles més primes, oblongolanceolades, irregularment lobulat, glabres a la superfície superior, pubescents a la part inferior, recolzades per un llarg pecíol d'1,5-3 cm.
La tassa de la gla té forma de diamant, berrugosa, lleugerament peluda, amb escates grises.

## Distribució i hàbitat
L'espècie és endèmica al sud d'Itàlia, de Salento a Calàbria i Sicília, on es troba en els boscos caducifolis mixtos dels turons, des del nivell del mar fins als 1000 msnm.

## Sinonímia
- lanuginosa subsp dalechampii (Ten.) A.Camus 1936
- robur var. dalechampii (Ten.) Fiori i Paol. 1908
- petraea var. dalechampii (Ten.) Cristur. 1972
- sessileis var. aurea (Wierzb. ex Rochel) Schur 1857